# Горње Цјепидлаке
Горње Цјепидлаке су насељено место у општини Ђуловац (до 1991. Миоковићево), у западној Славонији, Република Хрватска.

## Историја
До територијалне реорганизације у Хрватској насеље се налазило у саставу бивше велике општине Дарувар.

## Становништво
По попису из 2011. године насеље је имало 46 становника.
| Националност       | 1991.       | 1981.       | 1971.       | 1961.       |
| Срби               | 75 (64,10%) | 50 (41,32%) | 69 (46,93%) | 84 (57,93%) |
| Хрвати             | 23 (19,65%) | 4 (3,30%)   | 44 (29,93%) | 36 (24,82%) |
| Југословени        | 5 (4,27%)   | 61 (50,41%) | 21 (14,28%) | 0           |
| остали и непознато | 14 (11,96%) | 6 (4,95%)   | 13 (8,84%)  | 25 (17,24%) |
| Укупно             | 117         | 121         | 147         | 145         |

- напомене:

Исказује се под тим именом од 1890. До 1880. исказивано је насеље Цјепидлаке. За то бивше насеље подаци су исказани у насељу Доње Цјепидлаке.